# Jun Dobashi

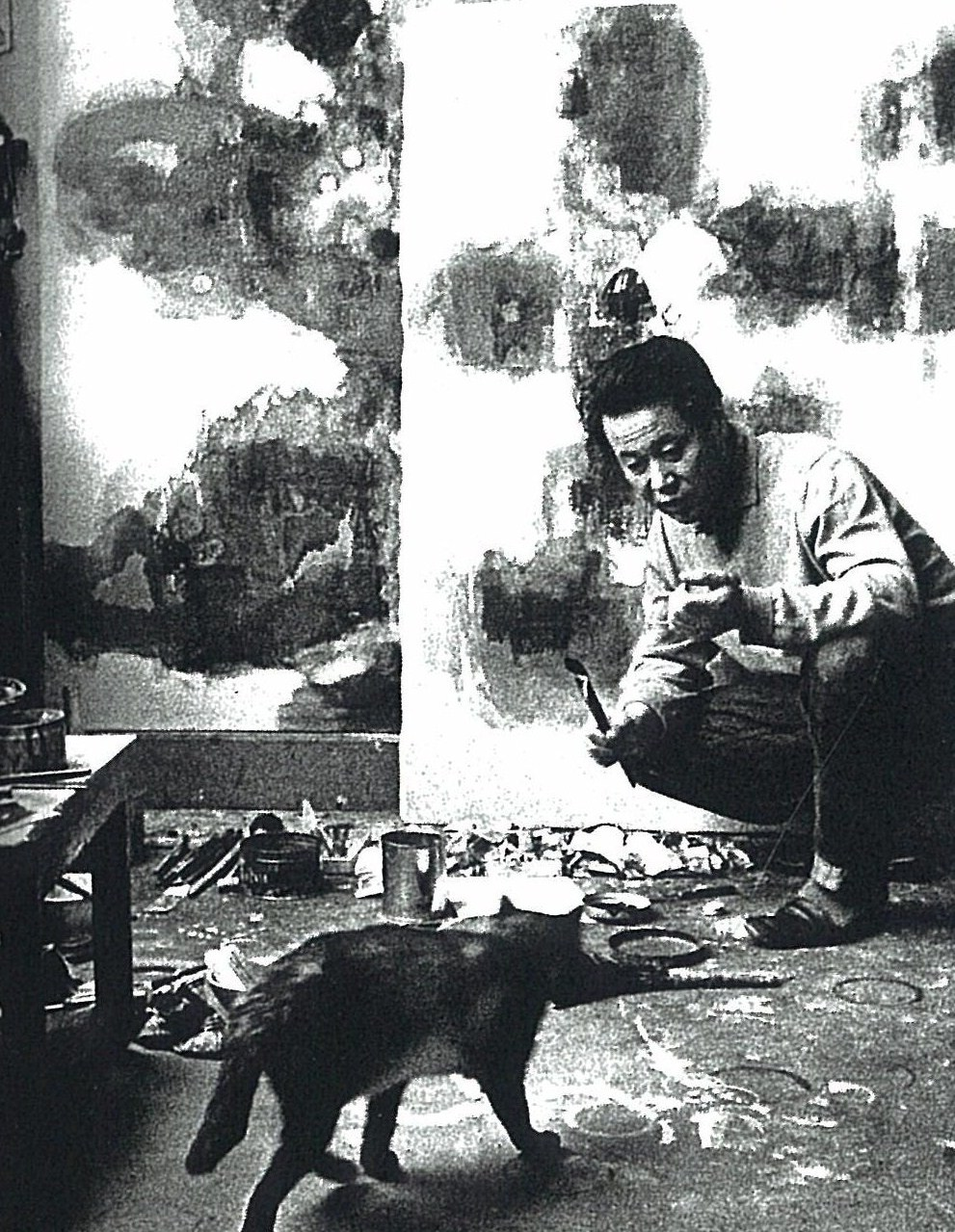
Jun Dobashi in Paris in den 1960er Jahren

Jun Dobashi (japanisch 土橋 醇一 Dobashi Jun'ichi; * 1910 in Tokio; † 1975 ebenda) war ein japanischer Maler und Grafiker.

## Leben
Dobashi studierte Kunst in Tokio, bevor er 1938 zum ersten Mal Paris besuchte. Dort studierte er im Jahr 1933 an der Kunstakademie, anschließend lebte Dobashi von 1938 bis 1939 in Paris. Er kehrte nochmals 1953 bis 1969 nach Frankreich zurück und ward letztlich als franko-japanischer Künstler wahrgenommen.
Als Mitglied der einflussreichen Shinjuki-Gruppe in Japan hatte Dobashi 1954 seine erste Einzelausstellung in Paris und stellte danach regelmäßig in der Galerie Fricker aus. Er stellte auch in Avantgarde-Salons wie dem Salons dʼAutomne, dem Salon de Mai (1956, 1957, 1958, 1960), dem Salon des Comparaisons (1960) dem Salon des Étrangers, und der Biennale International de Tokio aus. Dobashi wurde 1956 mit dem Prix du Dôme séléctionné ausgezeichnet. 1958 wurde er eingeladen, an der Ausstellung der École de Paris in der Galerie Charpentier teilzunehmen, und auch die Avantgarde-Ausstellung Luminosite fand großen Anklang.
Im Jahr 1961 erhielt Jun Dobashi die Gelegenheit zu einer Einzelausstellung in der Redfern Gallery in London. Dobashi erlangte einen internationalen Ruf und nahm an zahlreichen Gruppenausstellungen in Europa und Amerika teil.
Das Werk von Jun Dobashi ist abstrakt und steht dem europäischen Informel nahe. Dobashi ist nicht nur Maler, sondern hat sich auch als Lithograf einen Namen gemacht.
Bilder von Dobashi befinden sich in folgenden Museen: Musée d’Art Moderne, Paris; Wallraf-Richartz-Museum, Köln; Museum Leverkusen; Saarland-Museum, Saarbrücken; San Francisco Museum of Art; La Jolla Museum, U.S.A.; Brandase Museum, U.S.A.; Museum Tel Aviv. Israel; Minneapolis Museum; Museum Luxemburg und in einer großen Zahl japanischer, amerikanischer und europäischer Privatsammlungen.